# Heriberto Jara Corona
Heriberto Jara Corona är en ort i Mexiko.   Den ligger i kommunen Maltrata och delstaten Veracruz, i den sydöstra delen av landet, 210 km öster om huvudstaden Mexico City. Heriberto Jara Corona ligger 1 750 meter över havet och antalet invånare är 396.
Terrängen runt Heriberto Jara Corona är bergig åt nordväst, men åt sydost är den kuperad. Runt Heriberto Jara Corona är det ganska tätbefolkat, med 111 invånare per kvadratkilometer. Närmaste större samhälle är Orizaba, 16,8 km öster om Heriberto Jara Corona. I omgivningarna runt Heriberto Jara Corona växer huvudsakligen savannskog.